# 화성으로 간 사나이
화성으로 간 사나이는 2003년 공개된 대한민국의 영화이다.

## 배역
- 신하균 : 이승재 역 (아역 : 맹세창)
- 김희선 : 소희 역 (아역 : 하승리)
- 박소현 : 선미 역
- 김민준 : 성호 역
- 김인권 : 호걸 역

## 이모저모
- 소희 역의 김희선은 <화성으로 간 사나이> 때문에 SBS 올인 출연을 포기했다.[1]
- 아울러, 신하균 자리에는 당초 류시원이 낙점[2]됐으나 SBS 류시원 황현정의 나우 진행, 드라마 촬영 등으로 불발됐다.